# Матрёнино (Ярцевский район)
Матренино — деревня в Ярцевском районе Смоленской области России. Входит в состав Подрощинского сельского поселения. Население — 9 жителей (2007 год). 
Расположена в центральной части области в 8 км к юго-западу от Ярцева, в 6 км южнее автодороги М1 «Беларусь». В 5 км юго-западнее деревни расположена железнодорожная станция Присельская на линии Москва — Минск. 

## История
В годы Великой Отечественной войны деревня была оккупирована гитлеровскими войсками в июле 1941 года, освобождена в сентябре 1943 года.